# Paul J. McAuley
Paul J. McAuley (ur. 23 kwietnia 1955) – brytyjski pisarz science-fiction oraz botanik. Większość jego utworów zalicza się do hard science fiction.
W Polsce ukazały się powieści: 
- Czterysta miliardów gwiazd (Four Hundred Billion Stars, Zysk i S-ka, 1999),
- Kraina baśni (Fairyland, Zysk i S-ka, 1999),
- Dziecko rzeki (Child of river, Zysk i S-ka, 2001),
- Cicha wojna (The Quiet War, MAG, 2014)
- Ogrody słońca (Gardens of the Sun, MAG, 2014).

## Nagrody
- Nagroda im. Philipa K. Dicka za Czterysta miliardów gwiazd (1988)
- Nagroda Sidewise za historię alternatywną za Pasquale's Angel (1995)
- Nagroda im. Arthura C. Clarke’a za Krainę baśni (1996)
- Nagroda Campbella za Krainę baśni (1997)